# Ben Djarah
Ben Djarah (arabisch بن جراح) ist eine algerische Gemeinde in der Provinz Guelma mit 4202 Einwohnern. (Stand: 1998)

## Geographie
Ben Djarah wird umgeben von El Fedjoudj im Norden, von Guelma im Osten und von Medjez Amar im Westen.